# Bonsa Dida
Bonsa Deriba Dida (21 januari 1995) is een Ethiopisch atleet, die gespecialiseerd is in de lange afstand.

## Loopbaan
Dida liep verschillende wegwedstrijden in Nederland. Zo behaalde hij bij de halve marathon van Egmond een tweede plaats (2015) en een derde plaats (2013). In 2011 werd hij derde bij de  Tilburg Ten Miles en eerste bij de Mastboscross. Bij de Dam tot Damloop in 2015 eindigde hij met een vierde plaats net naast het podium.
In 2014 maakte Dida zijn marathondebuut bij de marathon van Hamburg. Hij finishte in 2:12.33 op een tiende plaats overall. Een jaar later werd hij tweede in de Great Ethiopian Run en de halve marathon van Lille.

## Persoonlijke records
Baan
| Onderdeel | Prestatie | Datum          | Plaats   |
| --------- | --------- | -------------- | -------- |
| 3000 m    | 8.04,64   | 2 januari 2014 | Luanda   |
| 5000 m    | 13.41,44  | 25 mei 2011    | Nijmegen |
| 10.000 m  | 28.13,84  | 29 juni 2016   | Hengelo  |

Weg
| Onderdeel      | Prestatie | Datum             | Plaats    |
| -------------- | --------- | ----------------- | --------- |
| 10 km          | 27.53     | 29 november 2015  | New Delhi |
| 15 km          | 43.05     | 5 september 2015  | Lille     |
| 10 Eng. mijl   | 47.59     | 4 september 2011  | Tilburg   |
| 20 km          | 57.14     | 5 september 2015  | Lille     |
| halve marathon | 1:00.19   | 5 september 2015  | Lille     |
| marathon       | 2:09.04   | 29 september 2019 | Hengshui  |

## Palmares

### 3000 m
- 2013:  International Meet Demosthenes de Almeida in Luanda - 8.04,64
- 2014:  International Meet Demosthenes de Almeida in Luanda - 8.04,64

### 10.000 m
- 2011: 5e Afrikaanse jeugdkamp. - 28.58,68
- 2016:  Ethiopische kamp. - 28.49,8

### 10 km
- 2010:  Corrida de São Silvestre in Luanda - 28.37,5
- 2013:  Wiezo Run in Wierden - 28.16
- 2015:  Great Ethiopian Run - 28.51
- 2016:  TCS World in Bengaluru - 28.42

### 10 Eng. mijl
- 2011:  Tilburg Ten Miles - 47.55
- 2015: 4e Dam tot Damloop - 46.30

### halve marathon
- 2013:  halve marathon van Egmond - 1:01.53
- 2013:  halve marathon van Hawassa - 1:02.28
- 2014:  halve marathon van Addis Ababa - 1:01.47
- 2014: 14e WK in Kopenhagen - 1:01.12
- 2015:  halve marathon van Egmond - 1:03.36
- 2015:  halve marathon van Lille - 1:00.19
- 2015: 10e halve marathon van New Delhi - 1:01.19
- 2019:  halve marathon van Sjanghai - 1:02.35

### marathon
- 2014: 10e marathon van Hamburg - 2:12.33
- 2017: 5e marathon van Mumbai - 2:11.55
- 2017:  marathon van Madrid - 2:10.16
- 2022:  marathon van Marrakesh - 2:09.41

### veldlopen
- 2011:  Mastboscross in Breda - 33.55
- 2011: 4e WK junioren in Punta Umbria - 22.39
- 2015: 14e WK in Guiyang - 36.17